# HMS Tetrarch (N77)
«Тетрарх» (N77) (англ. HMS Tetrarch (N77) — військовий корабель, підводний човен типу «T» Королівського військово-морського флоту Великої Британії часів Другої світової війни.

## Історія створення
Підводний човен «Тетрарх» був закладений 24 серпня 1938 року на корабельні компанії Vickers-Armstrongs у Барроу-ін-Фернесі. 14 листопада 1939 року він був спущений на воду, а 15 лютого 1940 року увійшов до складу Королівських ВМС Великої Британії. 

## Історія служби
Субмарина брала активну участь у бойових діях на морі в Другій світовій війні; корабель бився біля берегів Європи, переважно у Північному морі, на Середземному морі. «Тетрарх» здійснив 17 бойових походів, у яких затопив дев'ять ворожих суден, зокрема німецький та італійський танкери, пошкодив ще три судна противника.
26 жовтня 1941 року британський підводний човен вийшов з Мальти через Гібралтар в останній похід для проведення ремонту в Англії. 27 числа він востаннє вийшов на зв'язок з ПЧ «Ультиматум», що діяв поблизу італійських вод, після цього човен зник. Вважається, що «Тетрарх» підірвався на італійських мінах поблизу Кампобелло-ді-Мацара на півдні Сицилії.